# 979年
| 千纪： | 1千纪 |
| 世纪： | 9世纪 \| 10世纪 \| 11世纪 |
| 年代： | 940年代 \| 950年代 \| 960年代 \| 970年代 \| 980年代 \| 990年代 \| 1000年代                                                                     |
| 年份： | 974年 \| 975年 \| 976年 \| 977年 \| 978年 \| 979年 \| 980年 \| 981年 \| 982年 \| 983年 \| 984年                                                |
| 纪年： | 己卯年（兔年）；于阗中興二年；辽保寧十一年，亨元年；北汉广运六年；北宋太平兴国四年；大理明政十一年；越南太平十年；定安國元興四年；日本天元二年 |

## 大事记
- 中国
  - 6月3日（宋太宗太平兴国四年五月甲申）——北汉刘继元降宋，是為五代十國的結束。
  - 宋太宗挾滅北漢之威，還師至鎮州即轉兵北上，欲以新勝之師收復燕雲十六州。
  - 8月1日（七月癸未）——高梁河之戰，遼軍在高梁河擊敗宋軍，宋太宗中箭負傷。
  - 九月三日，遼景宗發動滿城之戰，被宋軍重創。

- 越南
  - 丁朝發生內亂，黎桓崛起。

## 出生
保生大帝

## 逝世
- 趙德昭，宋太祖次子，趙德芳兄，封武功郡王。
- 丁部領，越南丁朝的開國君主。